# Lammas
Le Lammas, du vieil anglais hlaf-mas pour « messe du pain », est une fête célébrée dans certains États anglophones de l’hémisphère nord, généralement entre le 1er août et le 1er septembre. Ce festival marque la récolte du blé, et est la première fête de la récolte de l’année. Il était alors coutumier d'emmener un pain fait avec la nouvelle récolte à l'église, celui-ci était récolté à Lammastide.
Le pain était béni et, en période anglo-saxonne il pouvait être utilisé à des fins de magie : un livre de sorts anglo-saxons conseillait alors de diviser le pain de lammas en quatre parts qui devait être placées aux quatre coins de la grange pour protéger le grain entreposé.